# Parademonio
Los Parademonios son un grupo ficticio de extraterrestres que aparecen en los cómics estadounidenses publicados por DC Comics. Son monstruosas tropas de choque de Apokolips utilizados por Darkseid para mantener el orden en el planeta.
Los parademonios hacen su primera aparición de acción en vivo en las películas Batman v Superman: Dawn of Justice (2016) y Liga de la Justicia (2017) del DC Extended Universe.

## Historial de publicaciones
Los Parademonios originales fueron creados por Jack Kirby en The New Gods #1 (1971).

## Historia ficticia
Una pseudo-raza mejorada artificialmente dedicada a Darkseid, Parademonios sirven tanto como mano de obra como como guardia de élite para el planeta Apokolips. Creado y entrenado por Desaad, a menudo torturando y reacondicionando a las víctimas capturadas, los parademonios suelen actuar en enjambres de insectos.
Su verdadera fuerza está en su número, que llega a miles. Cuando actúan juntos, pueden abrumar incluso a los héroes más duros. Son elegidos entre los residentes más sociópatas y crueles antes de recibir planeadores y entrenarlos para el combate. A menudo van acompañados de perros gigantes llamados Sabuesos.
En el cómic Salvation Run, los Parademonios son enviados por Desaad para atacar los villanos que vertidos en su campo de entrenamiento. Mataron a Hiena, Brutale, el General Immortus y Solomon Grundy, el último de los cuales apareció vivo en ediciones posteriores. La mayoría de ellos murió cuando Lex Luthor autodestruyó el dispositivo de teletransporte.
En The New 52 (un reinicio del universo DC Comics), los Parademonios son usados para atacar la Tierra, vistos por primera vez encontrando a Linterna Verde y Batman en Gotham City. Se revela en el nuevo continuo que las hordas de Parademonios son formas de vida remoldeadas o cadáveres procesados de los cuales Darkseid y Apokolips han cosechado y procesado de varios mundos y realidades que han conquistado.
Reformulándolos usando tecnologías de Apokolips de pesadilla, Tornado Rojo de la Tierra 2 observó que K'li's, ex furia de Darksied; la clase especial de Parademonios Berserker son los restos remodelados de los ciudadanos muertos o secuestrados de su mundo.

## Parademonios notables
La siguiente es una lista de Parademonios notables:

### Mike
Como parte de uno de sus planes para adquirir la Ecuación Anti-Vida, Darkseid dejó un contingente de Parademonios en una pequeña isla del Caribe. Al final, al después de haber sido olvidado, uno de los Parademonios obtuvo mente propia y, se llamó a sí mismo Michael (pero prefiere ser llamado Mike), comenzó a secuestrar personas de los barcos que pasaban para tener compañía.
En uno de los barcos que Michael robó resulta que estaba Tim Drake, el Robin actual, y su padre, Jack, atrayendo la atención de la Liga de la Justicia. Linterna Verde, Flash, Aquaman y Batman llegaron a la isla y entraron en conflicto con Darkseid, que había venido a recuperar a sus Parademonios errantes.
Después de una batalla con Linterna Verde, cuando el transporte de la Liga de la Justicia se estrelló, Michael fue presuntamente asesinado por Darkseid, y el señor de la guerra de Apokolips abandonó la Tierra. Batman devolvió a Michael a su hogar bajo la isla y lo dejó con una televisión como compañía, advirtiéndole que si se iba, tendría que enfrentarse al Caballero Oscuro.

### Parademonio de los Seis Secretos
Un Parademonio rebelde debutó como miembro de los Seis Secretos en Villains United #1 (julio de 2005). Se ve obligado a unirse a los Seis Secretos o, como castigo, Mockingbird le informaría a Abuela Bondad acerca de su presencia. Durante ese tiempo, forma un enlace con Ragdoll, llamándolo "payaso". La naturaleza de su relación es desconocida, así como la forma en que constituyeron un grupo tan estrecho.
Cuando la mansión donde los Seis vivían fue atacada por miembros de la Sociedad, él detona las Cajas Madres que había atado a su cuerpo, causándole la muerte. En la miniserie, se revela que ese Parademonio ha sido disecado y guardado en el dormitorio de Rag Doll. Rag Doll habla con su cuerpo disecado como si aún estuviera vivo.
Durante la historia Reign in Hell, Rag Doll intentó utilizar la carta "salir del infierno gratis" para resucitar al Parademonio. Sin embargo, Rag Doll descubrió que el Parademonio disfrutaba el infierno (ya que le recordaba a Apokolips). Luego utilizó la carta sobre Knockout en su lugar.

### Otros
- 3G4 – Un dron Parademonio que de alguna manera desarrolla conciencia y cuestiona su entrenamiento. Muerto por Topkick por traición. (Aquaman vol. 5, #37)
- Coronel Harrendous – Oficial de la fuerza de invasión Parademonio. Muerto cuando un huevo alien dentro de él estalló. (Superman/Aliens II #2)
- Pharzoof – Parademonio rebelde en miniatura. (Birds of Prey #12)
- Topkick – Parademonio instructor. (Aquaman vol. 5, #37)

## Poderes y habilidades
Las habilidades típicas de un Parademonio incluyen un grado limitado fuerza y resistencia sobrehumana, y una alta tolerancia al dolor. La armadura de Apokolips incrementa su grado de invulnerabilidad al daño convencional y de energía, además de otorgarles la capacidad de volar. La mayoría de los parademonios poseen un intelecto incipiente y combate están equipados con potentes garras y armamento pesado.
A diferencia de la mayoría de Parademonios, Mike, el Parademonio de los Seis Secretos y Pharzoof hablaría y parecía tener más que mucha de la inteligencia rudimentaria que los Parademonios poseen. Este último demostró disfrutar de ser torturado por sus oponentes.
Dentro de la nueva continuidad muchos de los Parademonios cuentan con aliento de fuego, auto detonación y habilidades de transformación; ciertos Parademonios pueden incluso convertir víctimas capturadas en nuevos Parademonios por infección tecnológica directa.

## Otras versiones

### JLA/Avengers
En #2 cuando los héroes van a Apokolips para conseguir el Guantelete del Infinito, se demuestra que lucharon contra Parademonios. En #4 están entre los primeros de los villanos cautivos que los equipos encuentran ya que atacan la fortaleza de Krona.

## En otros medios

### Televisión
- Los Parademonios aparece en la última temporada de los Super Amigos, The Super Powers Team: Galactic Guardians (1985–1986) con sus efectos vocales proporcionados por Frank Welker. Cuando Darkseid se convirtió en un villano recurrente, los Parademonios siguieron (aunque el uso de la palabra "demonio" en la televisión a menudo era rechazada por grupos de padres). Así, los subordinados de Darkseid son referidos a veces como "para-drones" en ese show.
- Los Parademonios también apareció en varios episodios de Superman: la serie animada, más en particular en "Apokolips...Now!". Fueron vistos por última vez en los episodios finales de Liga de la Justicia ilimitada, después de un intento de Darkseid resucitado para apoderarse de la Tierra una vez más. Son criaturas que no hablan y por lo general aparecen como los ejércitos invasores.
- Los Parademonios aparecen en Batman: The Brave and the Bold episodio "The Knights of Tomorrow!" Algunos de ellos, junto con Kalibak persiguen a Pregunta después de descubrir los planes de Darkseid para invadir la Tierra. En "Darkseid's Descending", los Parademonios toman parte en el ataque a la Tierra. Además, un Parademonio aparece en la parte 2 del episodio de dos partes "The Siege of Starro", como una de las estatuas que representan a los guerreros vencidos por el Cazador sin Rostro.
- Los Parademonios aparecen en la televisión especial de DC Super Hero Girls, "DC Super Hero Girls: Super Hero High". Un Parademonio notable se llama Perry (con la voz de Fred Tatasciore).
- Los Parademonios aparecen en Justice League Action.
- Los Parademonios aparecen en Young Justice: Outsiders.
- Los Parademonios aparecen en el episodio de Harley Quinn, "Inner (Para) Demons". Después de que el personaje principal mata a Abuela Bondad, Darkseid la pone a cargo de un ejército de Parademonios, que lidera para atacar Gotham City, solo para ceder el control de ellos después de darse cuenta de que se había excedido. A pesar de esto, numerosos Parademonios se quedan vagando por Gotham y, en "Dye Hard", el Doctor Psycho usó sus poderes psiónicos para tomar el control de ellos en un intento de apoderarse de la ciudad y vengarse de Harley. Todos los Parademonios en Gotham son finalmente asesinados por la Liga de la Justicia en "Lover's Quarrel".

### Película

#### Universo Extendido de DC
- Los Parademonios hacen una pequeña aparición en Batman v Superman: Dawn of Justice (2016) aparecen en la visión/pesadilla de Bruce Wayne de una Tierra posapocalíptica semejante a Apokolips; uno de ellos noquea a Batman permitiendo que los soldados de Superman lo capturen y lo entregan a su líder. Su inclusión insinúa la participación de Darkseid en el futuro dentro del Universo extendido de DC.
- Los Parademonios aparecen en la película Liga de la Justicia (2017) con sus efectos vocales proporcionados por Gary A. Hecker. Aparecen bajo el mando de Steppenwolf, el tío de Darkseid, se muestra atraídos por el miedo y pueden transformar a sus víctimas en otros Parademonios.[8] En la confrontación final con Steppenwolf, es traicionado por sus propios Parademonios cuando el éxito de la Liga en separar las Cajas Madre que estaba usando para desencadenar una transformación de la Tierra inspira miedo dentro de él. Atacan a Steppenwolf cuando desaparece en el Boom Tube.

#### Animación
- Los Parademonios aparecen en Superman/Batman: Apocalypse. Aparecen conduciendo un tanque tratando de destruir a Superman, Batman, Wonder Woman y Big Barda cuando llegan a Apokolips para salvar a Supergirl.
- Los Parademonios aparecen saliendo de un boom tube en una escena poscréditos en Justice League: The Flashpoint Paradox.
- Los Parademonios son usados en gran medida en Justice League: War con sus efectos vocales proporcionadas por Dee Bradley Baker. En la película, no son habitantes de Apokolips, entrenados para ser soldados para Darkseid como en los cómics, sino alienígenas de mundos conquistados, transformados por nanomáquinas en un ejército de asesinos. Desaad incluso trata de transformar a Superman en un "Súper-Parademonio" al usar estas nanomáquinas, pero el proceso es interrumpido por Batman. Para disminuir la invasión, Cyborg se conecta a una Caja Madre y la usa para reabrir los Boom Tube y enviarlos a todos de regreso a Apokolips.
- Los Parademonios aparecen en Lego DC Comics Super Heroes: Justice League vs. Bizarro League. Ayudan a Darkseid en su invasión a Bizarro World.
- Los Parademonios también aparecen en Reign of the Supermen.
- Los Parademonios tienen una breve aparición en la escena introductoria de Wonder Woman: Bloodlines.
- En Justice League Dark: Apokolips War, Darkseid combinó el ADN de Parademonios y Doomsday para crear los "Paradooms".

### Videojuegos
- En el videojuego Superman: El Juego, el jugador lucha con los Parademonios como la primera ola de la invasión de Apokolips.
- En el videojuego Justice League Heroes, el jugador lucha con Parademonios en el nivel antes de la batalla final con Darkseid.
- Los Parademonios aparecen en DC Universe Online.
- Los Parademonios aparecen en Injustice 2 como unidades de apoyo para Darkseid. En su final después de matar a Brainiac y Superman, además de poner a Supergirl de su lado, Darkseid usó el ADN de Superman para clonar un nuevo tipo de Parademonio.
- Los Parademonios aparecen en Lego DC Super-Villains, con la voz de Elias Toufexis.[9]